# Quillota

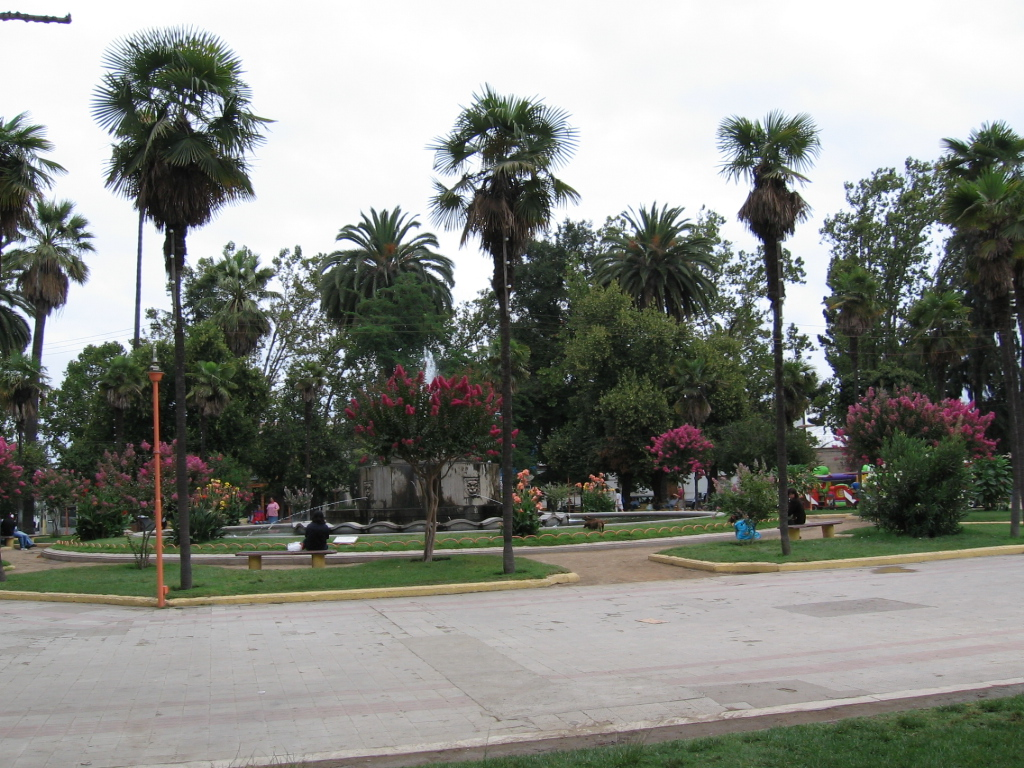
Plaza in Quillota

Quillota ist eine Stadt in der Mitte Chiles. Sie liegt in der Región de Valparaíso. Sie hat 90.517 Einwohner (Stand: 2017).

## Geografie und Klima
Die Stadt liegt etwa 48 km östlich von Valparaíso. Sie ist die Hauptstadt der gleichnamigen Provinz Quillota. Das Tal von Quillota liegt zwischen den Küstengebirgen, dadurch wird das Klima semitropisch und erlaubt den Anbau von exotischen Früchten.

## Geschichte
1536 betrat Diego de Almagro als erster Spanier das Tal von Quillota. 1540 errichtete Pedro de Valdivia eine Festung.
Die Stadt wurde am 11. November 1717 als Villa de San Martín de la Concha von Gouverneur Don José Santiago Concha y Salvatierra gegründet. 6. August 1822 erhielt die Ortschaft Stadtrechte.

## Sehenswürdigkeiten
In der Stadt sind noch viele koloniale Gebäude erhalten, die teilweise besichtigt werden können. Die Stadt verfügt über ein archäologisches Museum, das Museo Arqueológico, welches die Geschichte der Gegend darstellt.
Das Umland von Quillota mit seinen vielfältigen Landschaften ist ideal zum Wandern. Südlich von Quillota liegt der Nationalpark La Campana mit seinen 80 km². Im nördlichen Teil des Parks wachsen Chilenische Honigpalmen (Jubaea chilensis). Auch wurde dort früher nach Gold gesucht, einige stillgelegte Minen zeugen davon.

## Wirtschaft
Das semitropische Klima erlaubt eine intensive Landwirtschaft mit exotischen Zitrusfrüchten, Walnüssen, Cherimoya, Avocado, und Blumen. Die herrliche Landschaft ist auch für den Tourismus sehr interessant.
Bergbau mit Kupferabbau und zwei Wärmekraftwerke sind starke Wirtschaftszweige um Quillota.

## Söhne und Töchter der Stadt
- Elmina Moissán (1897–1938), Malerin
- Ulises Poirier (1897–1977), Fußballspieler
- Óscar Alfaro (1904–1939), Fußballspieler
- Carlos Hill (1906–1969), Fußballspieler
- Iván Mayo (1910–1979), Fußballspieler
- Bernardo Bello (1933–2018), Fußballspieler
- José Benito Ríos (1935–2008), Fußballspieler
- Rómulo Betta (* 1937), Fußballspieler
- Gunther Uhlmann (* 1952), Mathematiker
- Víctor Cabrera (* 1957), Fußballspieler
- Marcelo Álvarez (* 1967), Fußballspieler
- Axel Ahumada (* 1977), Fußballspieler
- Sebastián Pardo (* 1982),  Fußballspieler
- Francisco Silva (* 1986), Fußballspieler
- José Antonio Rojas (* 1987), Fußballspieler
- Carlos Escudero (* 1989), Fußballspieler
- Jean Meneses (* 1993), Fußballspieler
- Alex Ibacache (* 1999), Fußballspieler